# کرو گلوبال
کرو گلوبال (انگلیسی: Crowe Global) شرکت خدمات حرفه‌ای آمریکایی است، که در سال ۱۹۱۵ تأسیس شد.
کرو یک شبکه خدمات حرفه‌ای چندملیتی است که دفتر مرکزی آن در نیویورک، ایالات متحده قرار دارد. این شبکه از نظر درآمد، هشتمین شبکه بزرگ حسابداری جهانی در جهان است. شبکه کرو از شرکت‌های عضو کرو گلوبال (که قبلاً کرو هوروات اینترنشنال نام داشت) یک شرکت سوئیسی ثبت شده در زوریخ، سوئیس تشکیل شده است. این شبکه شامل بیش از ۲۲۰ شرکت با بیش از ۴۰۰۰۰ کارمند در ۱۵۰ کشور و بیش از ۷۵۰ دفتر است.
کرو خدمات حسابرسی، مالیات، مشاوره، ریسک سازمانی و مشاوره مالی ارائه می‌دهد. در سال مالی ۲۰۲۴، این شبکه درآمد کل رکورد ۵٫۸ میلیارد دلار آمریکا را به دست آورد.